# Frank Foss
Frank Foss (Chicago, Estados Unidos, 9 de mayo de 1895-Hinsdale (Illinois), 5 de abril de 1989) fue un atleta estadounidense, especialista en la prueba de salto con pértiga en la que llegó a ser campeón olímpico en 1920.

## Carrera deportiva
En los JJ. OO. de Amberes 1920 ganó la medalla de oro en el salto con pértiga, con un salto por encima de 4.09 metros que fue récord del mundo, superando al danés Henry Petersen y a su compatriota Edwin Myers (bronce con 3.60 metros).